# Havez
Havez (Adenostyles) je rod rostlin z čeledi hvězdnicovité. Jsou to vytrvalé byliny se srdčitými listy a bílými nebo purpurovými úbory v latovitých květenstvích. Rostliny obsahují alkaloidy a jsou jedovaté. Rod zahrnuje 3 druhy a je rozšířen ve větších evropských pohořích. Centrum druhové diverzity je v Alpách. V některých českých pohraničních horách se vyskytuje havez česnáčková.

## Popis
Haveze jsou vytrvalé byliny s přímou větvenou lodyhou a tlustým válcovitým oddenkem. Listy jsou jednoduché, střídavé, lodyžní i přízemní, dlouze až krátce řapíkaté, s trojúhelníkovitě až okrouhle srdčitou, na okraji zubatou čepelí. Květy jsou drobné, trubkovité, oboupohlavné, uspořádané po 3 až 4 v úzkých úborech skládajících bohaté laty. Koruna je čtyřčetná, bílá nebo purpurová. Plodem je vejcovitá, podélně žebernatá nažka opatřená chmýrem s mnoha paprsky.

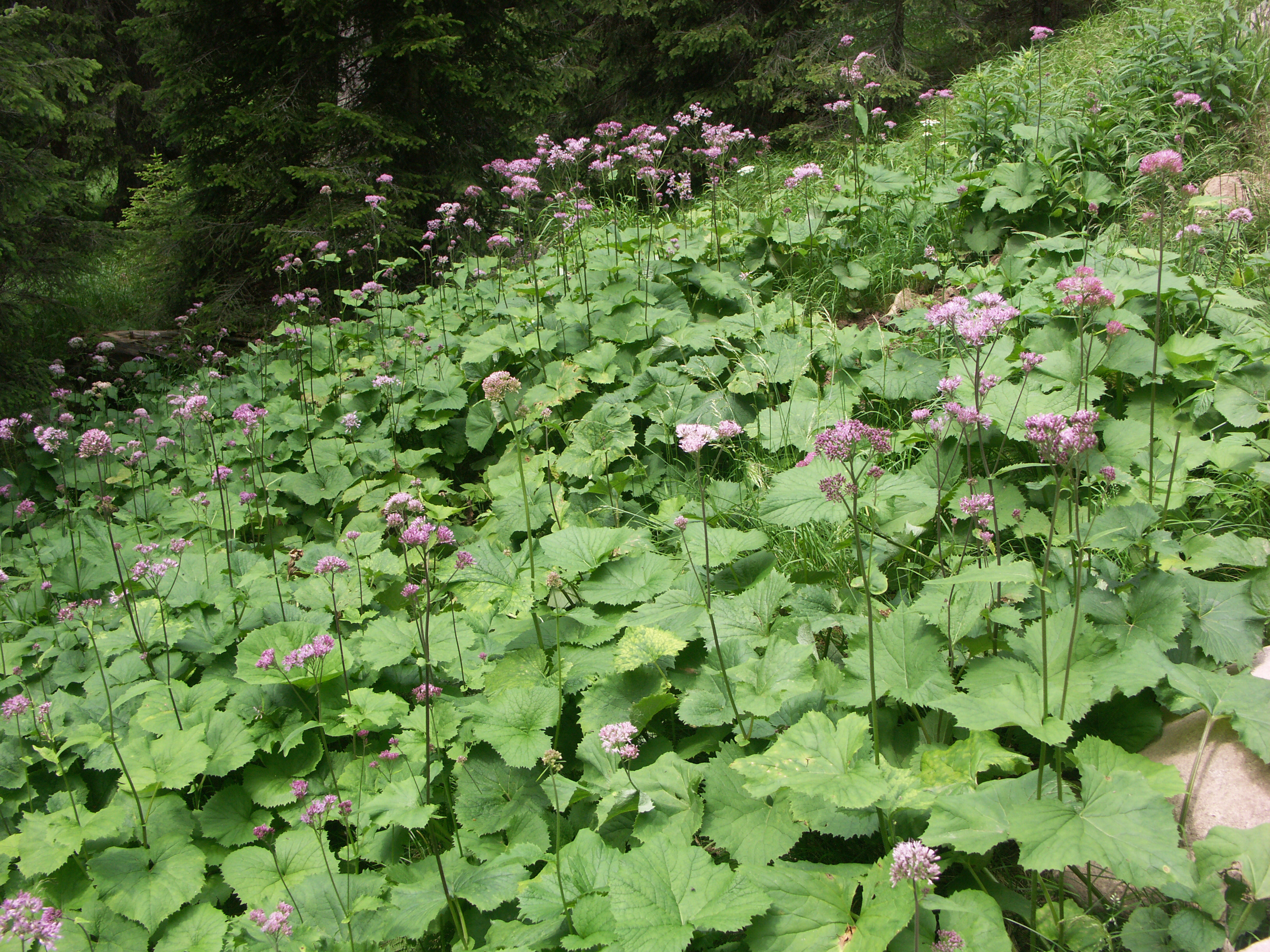
Bohatý porost haveze česnáčkové
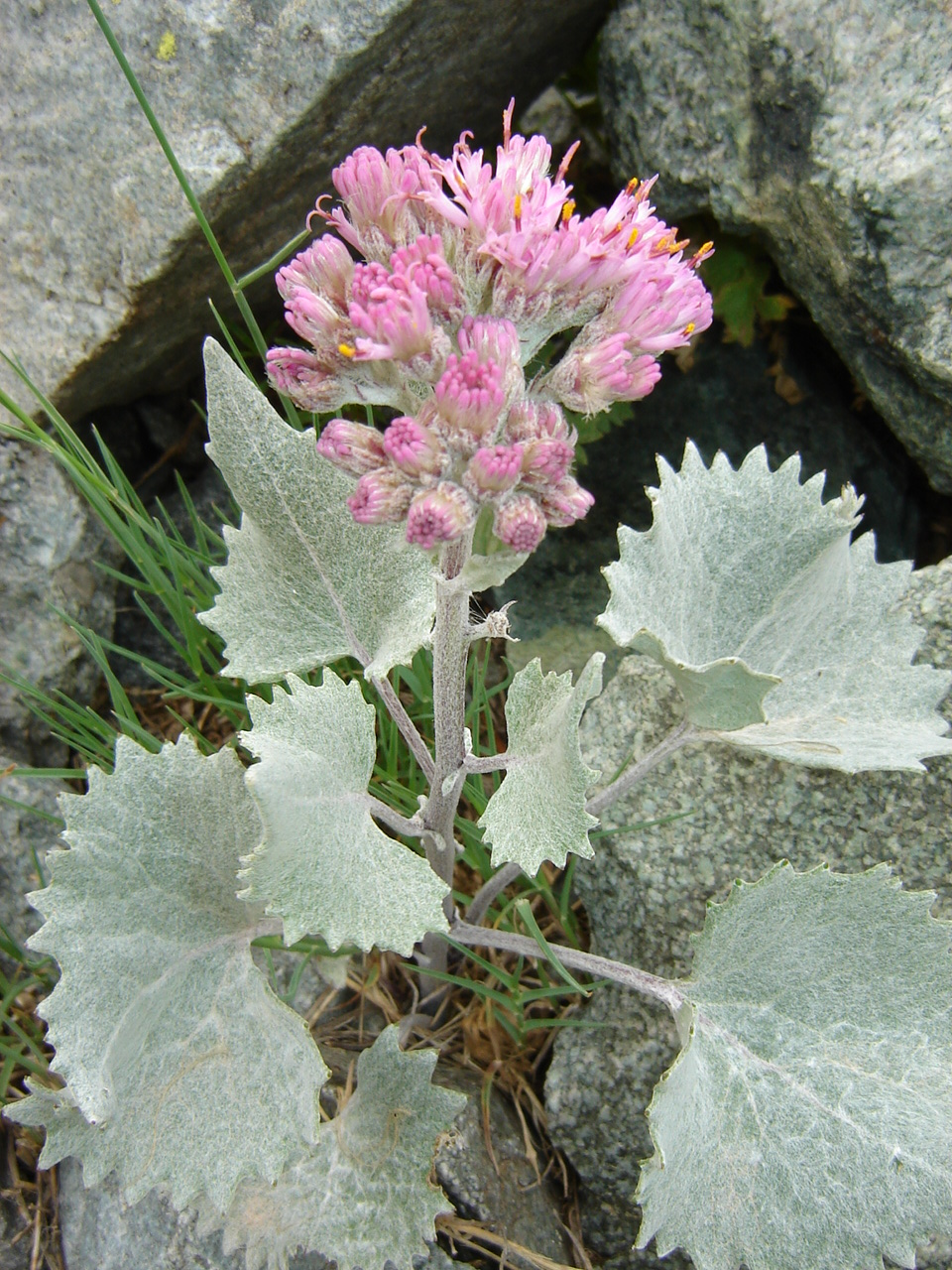
Havez bělolistá (Adenostyles leucophylla)
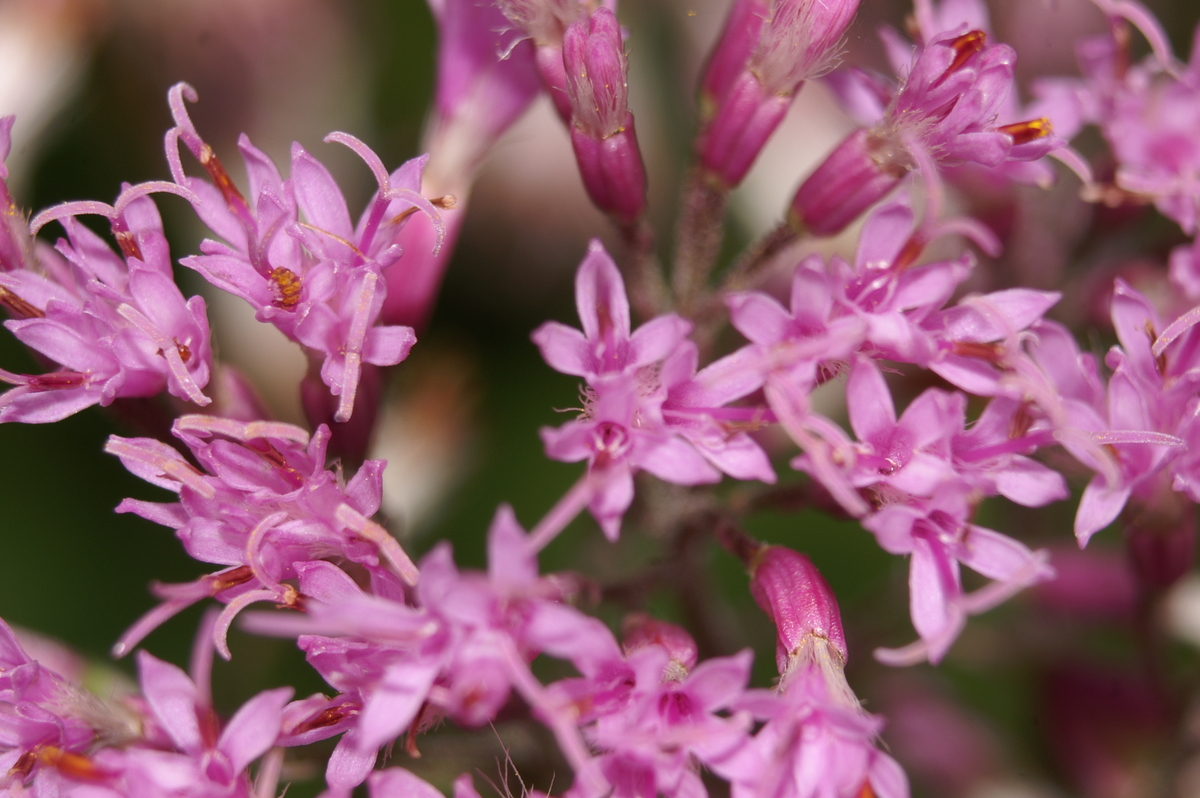
Detail květů haveze alpské

## Rozšíření
Rod havez zahrnuje 3 druhy a je rozšířen v horských oblastech Evropy.
Největší areál má havez česnáčková (Adenostyles alliariae), rozšířená ve větších pohořích kontinentální Evropy od Pyrenejského poloostrova po ukrajinské Karpaty a Balkánská pohoří. Někdy je udávána i z asijské části Turecka, výskyt je však považován za nepůvodní.
Havez alpská (Adenostyles alpina, syn. A. glabra) roste v Alpách, Apeninách, Juře, Pyrenejích, Kantaberském pohoří, Sicílii a Korsice.
Havez bělolistá (Adenostyles leucophylla) je svým výskytem vázána pouze na západní Alpy.
V České republice roste pouze havez česnáčková. Vyskytuje se ve větších pohraničních horách, konkrétně v Krkonoších, Králickém Sněžníku, Hrubém Jeseníku a Beskydech, v nadmořských výškách nad 900 metrů. Krkonoše představují nejsevernější výskyt haveze v rámci celého areálu rodu.

## Ekologické interakce
Květy havezí jsou opylovány hmyzem. Nažky jsou opatřeny chmýrem a šíří se větrem. Listy využívá jako potravu jen málokterý hmyz.
Živí se na nich larvy i dospělci mandelinky havezové (Oreina cacaliae) a příbuzných druhů Oreina elongata a O. globosa. Jedovaté alkaloidy, které jsou v rostlině obsaženy, shromažďují tito brouci ve vlastních tělech a následně využívají k obraně vůči predátorům.

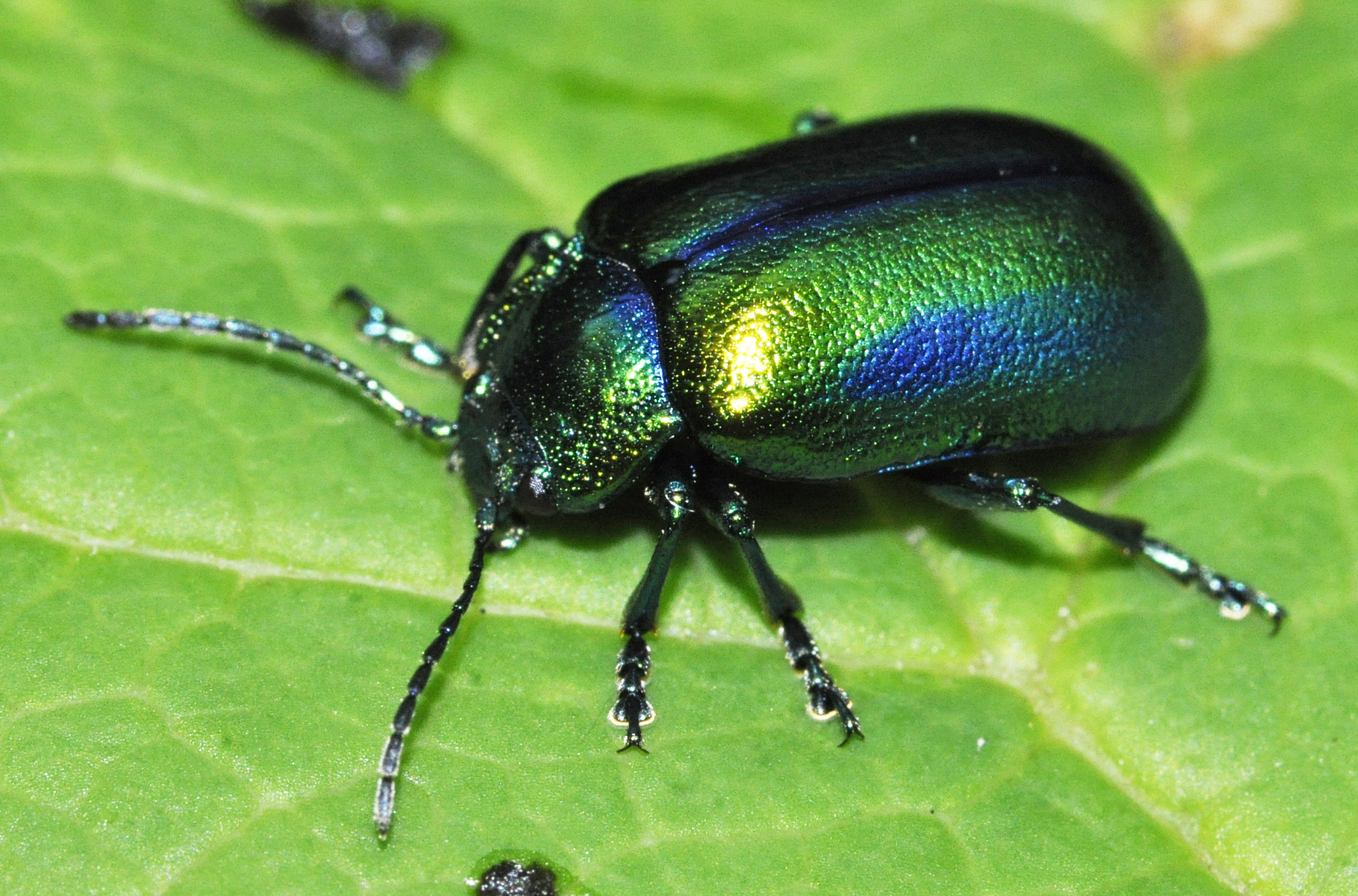
Mandelinka havezová (Oreina cacaliae)
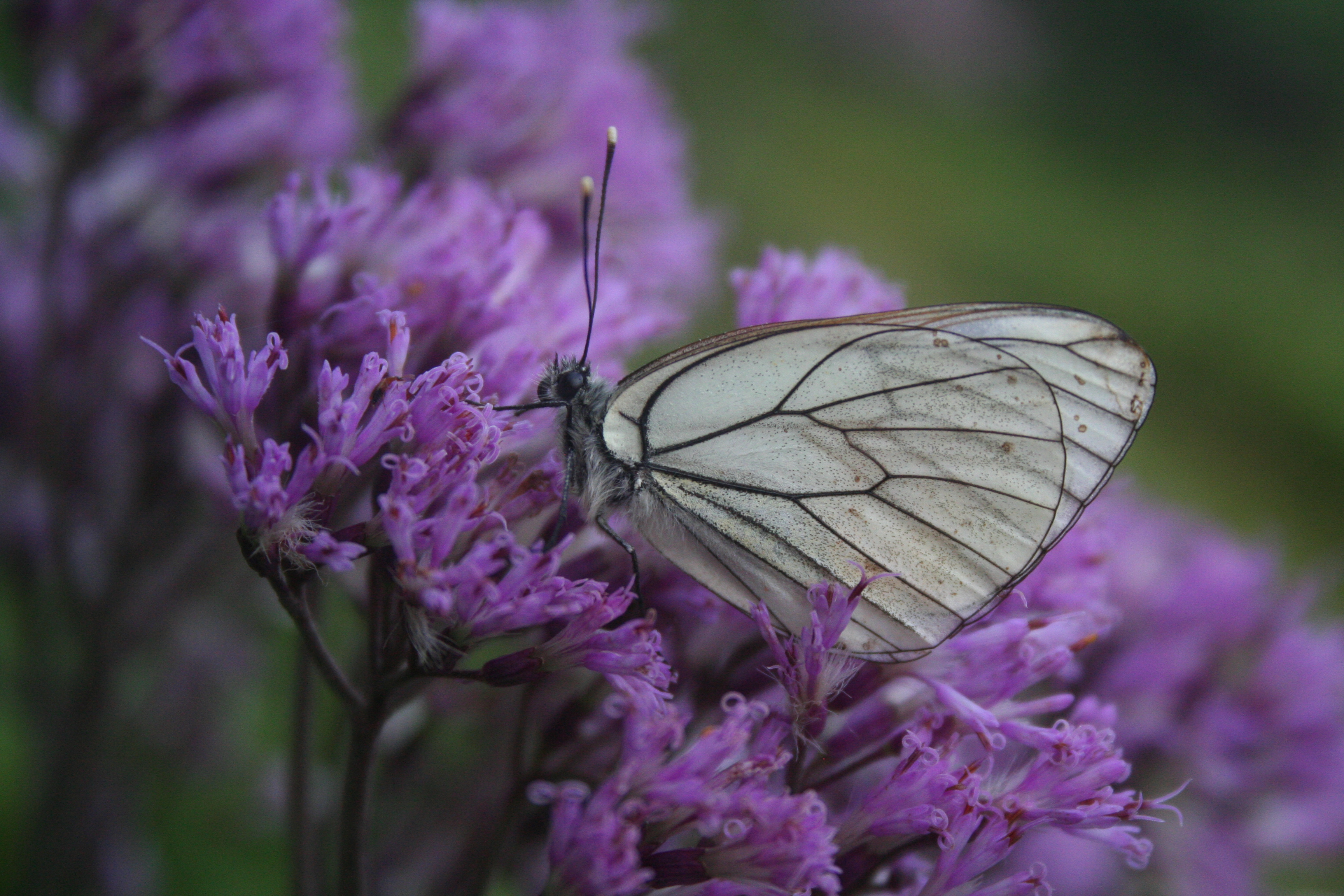
Bělásek ovocný na květech haveze alpské

## Obsahové látky a jedovatost
Haveze obsahují pyrrolizidinové alkaloidy (senecifyllin, senecionin, spartioidin aj.) s hepatotoxickým a karcinogenním účinkem, přesto jsou zřídka uváděny v seznamech jedovatých rostlin. Obsah alkaloidů v rostlině se pohybuje okolo 2 %, největší koncentrace je v květenství.
U člověka byly zaznamenány otravy, projevující se poškozením jater, při záměně listů haveze za listy podběle nebo devětsilu lékařského při bylinném léčení.

Alkaloid senecionin

## Taxonomie
Rod Adenostyles je v rámci čeledi Asteraceae řazen do podčeledi Asteroideae, tribu Senecioneae a subtribu Senecioninae.
Řada lokálních populací zejména z jižních částí areálu Adenostyles alpina byla popsána jako samostatné druhy, mezi jinými A. briquetii (syn. A. alpina subsp. briquetii) z Korsiky, A. australis ze severozápadní Itálie, A. pyrenaica (syn. A. alpina subsp. pyrenaica) z Pyrenejí a Kantaberského pohoří, A. macrocephala (syn. A. alpina subsp. macrocephala) z Kalábrie, A. nebrodensis (syn. A. alpina subsp. nebrodensis) ze Sicílie.

## Zástupci
- havez alpská (Adenostyles alpina)
- havez bělolistá (Adenostyles leucophylla)
- havez česnáčková (Adenostyles alliariae)[12][13]

## Význam
Haveze nemají větší praktický význam a téměř se nepěstují ani jako okrasné rostliny.